# بتی لو تی
بتی لو تی (انگلیسی: Betty Loh Ti؛ ۲۴ ژوئیهٔ ۱۹۳۷ – ۲۷ دسامبر ۱۹۶۸) بازیگر اهل هنگ کنگ بود.
از فیلم‌ها یا برنامه‌های تلویزیونی که وی در آن نقش داشته‌است می‌توان به عشق ازلی اشاره کرد.